# Nemesia williamsonii
Nemesia williamsonii är en flenörtsväxtart som beskrevs av K.E.Steiner. Nemesia williamsonii ingår i släktet nemesior, och familjen flenörtsväxter. Inga underarter finns listade i Catalogue of Life.